# Dirk De Wachter
Dirk August Jozef De Wachter (Wilrijk, 3 maart 1960) is een Belgische psychiater en hoogleraar.

## Biografie
De Wachter groeide op in Boom. Hij is hoogleraar aan de KU Leuven en is er verbonden aan het Universitair Psychiatrisch Centrum van Kortenberg.
Dirk De Wachter heeft in Vlaanderen bekendheid verworven door zijn artikelen in verschillende kranten, waarin hem vaak om zijn mening werd gevraagd na geweldsdelicten zoals de steekpartij in Sint-Gillis-bij-Dendermonde of verkeersagressie. Hij verwierf meer bekendheid in zowel België als Nederland nadat in oktober 2012 zijn boek Borderline Times verscheen, dat uitgroeide tot een succesboek. In het boek uit de auteur kritiek op de westerse wereld. Volgens De Wachter zou de westerse samenleving voldoen aan de negen criteria van borderline. In 2008 schreef hij al over Borderline Times in Psyche: Tijdschrift van de VVGG. In De Wachters tweede boek: Liefde. Een onmogelijk verlangen? schrijft De Wachter over de liefde die in de westerse maatschappij, in zijn ogen, een onderdeel van de consumptiemaatschappij geworden is. Vergeleken met zijn vorige boek betrekt de auteur kunst en literatuur om zijn mening te verduidelijken. Hij schrijft en vertelt ook veel over de psychiatrisering van de samenleving en heeft hierop meermaals kritiek gegeven door onder andere de term 'verschwabing' (van de wereld/samenleving) te gebruiken, refererend aan de beroemde arts en neurobioloog Dick Swaab.
Hij is naar eigen zeggen erg beïnvloed door filosoof Emmanuel Levinas en schrijver Michel Houellebecq die hij in zijn lezingen dan ook regelmatig citeert.
De Wachter nam in 2019 het peterschap van Child-Help op zich. Deze organisatie zet zich in voor kinderen met spina bifida (open rug) en hydrocefalie (waterhoofd) in ontwikkelingslanden.
In 2022 kreeg De Wachter een eredoctoraat aan de UHasselt.

## Media
Sinds 2009 verschijnt De Wachter regelmatig in de media als spreker of als gast in Nederland en België. Hij was in 2017 en het jaar erna te gast in het Nederlandse programma De Verwondering. Ook heeft hij lezingen gegeven in onder andere de Roma in Antwerpen, en de Stadsschouwburg van Nijmegen. Hij voerde een debat over het thema 'geluk' in de Jacobikerk in Utrecht. Verder was hij te gast in praatprogramma's.
Daarnaast is De Wachter sinds 9 november 2016 erelid van de Quest for wisdom foundation.
In 2019 was hij in gesprek met de bekende auteur Herman Brusselmans in het  auditorium van Bibliotheek Permeke en sprak met hem over zijn nieuwe werk De tafel, zijn oeuvre en zijn levensloop.

## Privé
De Wachter heeft samen met zijn vrouw drie kinderen. In 2021 maakte hij bekend kanker te hebben.

## Publicaties

### Boeken
- Stress, trauma en dissociatie : een gezinsgerichte benadering, proefschrift Universiteit van Amsterdam, 2007
- Borderline Times, Leuven, Uitgeverij LannooCampus, 2012
- Liefde. Een onmogelijk verlangen?, Leuven, Uitgeverij LannooCampus, 2014
- De wereld van De Wachter, Leuven, Uitgeverij LannooCampus, 2016
- De kunst van het ongelukkig zijn, Leuven, Uitgeverij LannooCampus 2019
- Vertroostingen, Leuven, Uitgeverij LannooCampus, 2022

### Tijdschriftartikelen
- New Instrument to Measure Hospital Patient Experiences in Flanders. International Journal of Environmental Research and Public Health, 2017
- Parental alienation and the controversy surrounding psychiatric diagnostics. Tijdschrift voor Psychiatrie, 2017
- Virtual memory palaces to improve quality of life in Alzheimer's disease. Annual Review of CyberTherapy and Telemedicine, 2016
- Associations between physical activity and the built environment in patients with schizophrenia: a multi-centre study. General Hospital Psychiatry, 2013
- The Cognitive Biases Questionnaire for Psychosis (CBQ-P) and the Davos Assessment of Cognitive Biases (DACOBS): Validation in a Flemish sample of psychotic patients and healthy controls. Schizophrenia Research, 2013
- A review of physical activity correlates in patients with bipolar disorder. Journal of affective disorders, 2013
- Kwaliteitstoetsing in een Beschermende Woonvorm: De GGZ Thermometer als middel tot patiëntenparticipatie. Rehabilitatie, 2011
- Reply to Meynen and Verburgt. Tijdschrift voor Psychiatrie, 2009
- Phenomenology and science. On the foundations of psychiatry in Heidegger's Zollikon Seminars. Tijdschrift voor Psychiatrie, 2009
- Fenomenologie en wetenschap; over de grondslagen van de psychiatrie in Heideggers Zollikoner Seminare. Tijdschrift voor Psychiatrie, 2009
- Borderline-Times. Psyche: Tijdschrift van de VVGG, 2008
- Transgenerationele aspecten van trauma en dissociatie: empirische gegevens. Tijdschrift voor Psychotherapie, 2008
- Dissociatieve verschijnselen: verband met stress uit heden en verleden. Tijdschrift voor Psychiatrie, 2008
- Dissociative phenomena: relationship to present and past stress]. Tijdschrift voor Psychiatrie, 2008
- Misverstand: de behandeling van dissociatieve stoornissen moet zich richten op het verwerken van traumatische gebeurtenissen uit het verleden. Directieve Therapie, 2007
- Stress, trauma en disociatie. De Psycholoog, 2007
- Euthanasie bij ondraaglijk psychisch lijden. De Artsenkrant (1780), 2006
- Een psychometrische verkenning van de Nederlandse versie van de Family Assessment Device. Directieve Therapie, 2006
- The Influence of Current Stress on Dissociative Experiences: An Exploratory Study in a Non-Clinical Population. Journal of Trauma and Dissociation, 2006
- Het samenloze samenleven. Psychiatrie en Verpleging, 2005
- Het medisch geheim‘in beslag genomen’. Psychopraxis, 2005
- Kruispunten voor de gezinstherapie. Tijdschrift Klinische Psychologie, 2001
- The influence of daily stress on dissociative phenomena. Tijdschrift voor Psychiatrie, 1998
- Dissociative disorders and family therapy. Tijdschrift voor Psychiatrie, 1996

Meer over Dirk De Wachter: www.dirkdewachter.be

## Bestseller 60
| Boeken met noteringen in de Nederlandse Bestseller 60 | Jaar van verschijnen | Datum van binnenkomst | Hoogste positie | Aantal weken | Opmerkingen |
| ----------------------------------------------------- | -------------------- | --------------------- | --------------- | ------------ | ----------- |
| Borderline times                                      | 2012                 | 17-04-2013            | 11              | 5            |             |
| De wereld van De Wachter                              | 2016                 | 26-10-2016            | 52              | 1            |             |
| De kunst van het ongelukkig zijn                      | 2019                 | 09-10-2019            | 7               | 18           |             |
| Vertroostingen                                        | 2022                 | 28-12-2022            | 1(1wk)          | 20           |             |

- International Standard Name Identifier: 0000 0003 9011 8178
- Library of Congress Control Number: no2017010085
- MusicBrainz: 5a954945-5161-48c7-84c5-72d1dda16157
- Nationale Bibliotheek van Tsjechië: jo20211100716
- Nederlandse Thesaurus van Auteursnamen: 302509577
- Système universitaire de documentation: 255380712
- Virtual International Authority File: 283626228